# Yusuf Akgün
Yusuf Akgün (* 11. September 1984 in Istanbul) ist ein türkischer Schauspieler.

## Biografie
Akfün wurde am 11. September 1984 in Istanbul geboren. Er studierte an der Yeditepe Üniversitesi. Sein Debüt gab er 2005 in dem Film Balans ve Manevra. Danach wurde er 2007 für die Serie Hepsi 1 gecastet.
Anschließend bekam er 2011 in der Fernsehserie Adını Feriha Koydum eine Hauptrolle. Außerdem war Akgün 2013 in Beni Böyle Sev zu sehen. Unter anderem trat er 2015 in Hayat Mucizelere Gebe auf. Von 2021 bis 2022 setzte er seine Karriere in Aşk Mantık İntikam fort. Seit 2023 spielt Akgün in der Serie Kader Bağları.

## Filmografie
Filme
- 2005: Balans ve Manevra
- 2013: Su ve Ateş
- 2017: Acı Tatlı Ekşi

Serien
- 2007: Hepsi 1
- 2011: Adını Feriha Koydum
- 2012: Adını Feriha Koydum: Emir'in Yolu
- 2013: Beni Böyle Sev
- 2015: Hayat Mucizelere Gebe
- 2017: Cennet'in Gözyaşları
- 2021–2022: Aşk Mantık İntikam
- seit 2023: Kader Bağları